# دیپهولز
شهر دیپهولز در ایالت نیدرزاکسن در کشور آلمان واقع شده است.